# Vendegies Cross Roads British Cemetery, Bermerain
Le cimetière « Vendegies Cross Roads British Cemetery, Bermerain » est l'un des deux cimetières militaires  de la Première Guerre mondiale situés sur le territoire de la commune de Bermerain, Nord. Le second est le cimetière militaire situé dans le cimetière communal.

## Localisation
Comme son nom l'indique, ce cimetière est situé au carrefour des routes D85 et D114 juste en limite du territoire de la commune de Vendegies-sur-Écaillon.

## Historique
Occupé dès la fin août 1914 par les troupes allemandes, Bermerain  est resté  loin des combats jusqu'au 24 octobre 1918, date à laquelle le village a été repris par les troupes britanniques .

## Caractéristique
Ce cimetière comporte les tombes de 48 soldats britanniques tombés pour la plupart le 24 octobre 1918 ou décédés de leurs blessures dans les jours suivants lors des combats pour libérer le secteur.

## Sépultures
| Pays        | Sépultures |
| ----------- | ---------- |
| Royaume-Uni | 48         |

### Liens Externes
http://www.inmemories.com/Cemeteries/vendegiescross.htm